# Roland Lill
Roland Lill (* 9. Oktober 1955 in Öhringen) ist ein deutscher Biochemiker mit dem Arbeitsschwerpunkt Mitochondrien-Biogenese.
Er ist heute Geschäftsführender Direktor des Instituts für Zytobiologie und Zytopathologie des Fachbereichs Medizin der Philipps-Universität Marburg. Für den Sonderforschungsbereich 593 der Deutschen Forschungsgemeinschaft koordinierte er von Januar 2003 bis Dezember 2014 die Erforschung der Mechanisms of cellular compartmentalisation and the relevance for disease.

## Leben
Nach dem Abitur am Gymnasium Plochingen 1974 studierte er zwischen 1975 und 1981 Chemie an den Universitäten Ulm und München, beendete sein Studium mit einem Diplom in Biochemie und promovierte 1981 bis 1985 über die „Charakterisierung der tRNA-Bindungsstellen von Ribosomen aus Escherichia coli“ am Institut für Physiologische Chemie II der Universität München in der Arbeitsgruppe von Wolfgang Wintermeyer zum Dr. rer. nat. Er verblieb bis 1987 als wissenschaftlicher Mitarbeiter in dessen Labor. Im Anschluss daran arbeitete er bis 1989 mit einem Stipendium der Deutschen Forschungsgemeinschaft an der University of California, Los Angeles (USA) in der Gruppe von William T. Wickner. Von 1990 bis 1996 arbeitete er als Wissenschaftlicher Assistent am Institut für Physiologische Chemie I der Universität München (AG Prof. W. Neupert) und habilitierte sich dort 1995 im Fach Physiologische Chemie. 1996 wurde er zum C3-Professur, 2002 zum C4-Professor/Institutsdirektor und 2008 zum W3-Professor am Institut für Zytobiologie und Zytopathologie des Fachbereichs Medizin der Philipps-Universität Marburg berufen. Seit 2008 ist er Fellow der Max-Planck-Gesellschaft.
Mit ursprünglich an Hefen durchgeführten Untersuchungen fand er zusammen mit seiner Arbeitsgruppe heraus, dass die Mitochondrien für die Bildung der sogenannten Eisen-Schwefel-Proteine lebensnotwendig sind.
2003 erhielt er den Gottfried-Wilhelm-Leibniz-Preis der Deutschen Forschungsgemeinschaft und wurde 2007 Mitglied in der Deutschen Akademie der Naturforscher Leopoldina zu Halle. 2010 erhielt er den Preis der Feldberg Foundation und 2014 den ersten Albrecht-Kossel-Preis für seine herausragenden und innovativen Beiträge zur Aufklärung der Biosynthese von Eisen-Schwefel-Cluster-Proteinen vor allem in Mitochondrien und im Cytosol (Laudatio).
Die Deutsche Forschungsgemeinschaft hat 2014 qua Mitgliederversammlung Lill für drei Jahre in ihren Senat, das wissenschaftspolitische Gremium der DFG, gewählt. Seit 2013 ist er gewähltes Mitglied der European Molecular Biology Organization (EMBO).
Von der Società Chimica Italiana wurde Lill 2014 mit der Luigi-Sacconi-Medaille für herausragende Leistungen in der anorganischen Chemie ausgezeichnet.

## Publikationen
- Liste der Publikationen in PubMed (U.S. National Library of Medicine und National Institutes of Health)